# مونت بليستانت (نيويورك)
مونت بليستانت (بالإنجليزية: Mount Pleasant, New York) هي civil township of the United States تقع في الولايات المتحدة في مقاطعة ويستتشستر، نيويورك. يقدر عدد سكانها بـ 43,724 نسمة ومساحتها 84.7 كم2 وترتفع عن سطح البحر 76 متر.

## أعلام
- بوبي سكوت
- لاري جيمس
- جون لوريمر وردن
- بارينغتون غاينور